# 1 500 mètres masculin aux championnats du monde d'athlétisme 2019
Pour un article plus général, voir Championnats du monde d'athlétisme 2019.
Navigation
Londres 2017 Eugene 2022
L'épreuve du 1 500 mètres masculin des championnats du monde de 2019 se déroule les 3, 4 et 6 octobre 2019 dans le Khalifa International Stadium, au Qatar.

## Résultats

### Finale
| Rang               | Athlète              | Nationalité | Temps   | Notes |
| ------------------ | -------------------- | ----------- | ------- | ----- |
| Médaille d'or      | Timothy Cheruiyot    | Kenya       | 3:29.26 |       |
| Médaille d'argent  | Taoufik Makhloufi    | Algérie     | 3:31.38 | SB    |
| Médaille de bronze | Marcin Lewandowski   | Pologne     | 3:31.46 | NR    |
| 4                  | Jakob Ingebrigtsen   | Norvège     | 3:31.70 |       |
| 5                  | Jake Wightman        | Royaume-Uni | 3:31.87 | PB    |
| 6                  | Josh Kerr            | Royaume-Uni | 3:32.52 | PB    |
| 7                  | Ronald Kwemoi        | Kenya       | 3:32.72 | SB    |
| 8                  | Matthew Centrowitz   | États-Unis  | 3:32.81 | SB    |
| 9                  | Kalle Berglund       | Suède       | 3:33.70 | NR    |
| 10                 | Craig Engels         | États-Unis  | 3:34.24 |       |
| 11                 | Neil Gourley         | Royaume-Uni | 3:37.30 |       |
| 12                 | Youssouf Hich Bachir | Djibouti    | 3:37.96 |       |

### Demi-finales
Les 5 premiers de chaque série (Q) et les 2 meilleurs temps (q) se qualifient pour la finale.
| Rang | Série | Nom                  | Nationalité | Temps   | Notes |
| ---- | ----- | -------------------- | ----------- | ------- | ----- |
| 1    | 2     | Marcin Lewandowski   | Pologne     | 3:36.50 | Q     |
| 2    | 1     | Timothy Cheruiyot    | Kenya       | 3:36.53 | Q     |
| 3    | 2     | Ronald Kwemoi        | Kenya       | 3:36.53 | Q     |
| 4    | 2     | Jakob Ingebrigtsen   | Norvège     | 3:36.58 | Q     |
| 5    | 2     | Josh Kerr            | Royaume-Uni | 3:36.58 | Q     |
| 6    | 1     | Taoufik Makhloufi    | Algérie     | 3:36.69 | Q     |
| 7    | 1     | Neil Gourley         | Royaume-Uni | 3:36.69 | Q     |
| 8    | 1     | Craig Engels         | États-Unis  | 3:36.69 | Q     |
| 9    | 1     | Kalle Berglund       | Suède       | 3:36.72 | Q     |
| 10   | 2     | Youssouf Hich Bachir | Djibouti    | 3:36.72 | Q, SB |
| 11   | 2     | Matthew Centrowitz   | États-Unis  | 3:36.77 | q, SB |
| 12   | 2     | Jake Wightman        | Royaume-Uni | 3:36.85 | q     |
| 13   | 1     | Ben Blankenship      | États-Unis  | 3:36.98 |       |
| 14   | 1     | Filip Ingebrigtsen   | Norvège     | 3:37.00 |       |
| 15   | 2     | Matthew Ramsden      | Australie   | 3:37.16 | PB    |
| 16   | 2     | Ronald Musagala      | Ouganda     | 3:37.19 |       |
| 17   | 1     | Alexis Miellet       | France      | 3:37.39 |       |
| 18   | 1     | Isaac Kimeli         | Belgique    | 3:37.50 |       |
| 19   | 2     | Kevin López          | Espagne     | 3:37.56 |       |
| 20   | 2     | Amos Bartelsmeyer    | Allemagne   | 3:37.74 |       |
| 21   | 1     | Stewart McSweyn      | Australie   | 3:37.95 |       |
| 22   | 1     | Ayanleh Souleiman    | Djibouti    | 3:38.35 |       |
| 23   | 1     | Teddese Lemi         | Éthiopie    | 3:38.79 | PB    |
| 24   | 1     | Jesús Gómez          | Espagne     | 3:40.29 |       |
| 25   | 2     | Abdelaati Iguider    | Maroc       | 3:42.23 |       |
|      | 2     | Samuel Tefera        | Éthiopie    | DNF     | DNF   |

### Séries
Les 6 premiers de chaque série (Q) et les 6 meilleurs temps (q) se qualifient pour les demi-finales.
| Rang | Série          | Nom                        | Nationalité   | Temps   | Notes |
| ---- | -------------- | -------------------------- | ------------- | ------- | ----- |
| 1    | 3              | Ayanleh Souleiman          | Djibouti      | 3:36.16 | Q     |
| 2    | 3              | Taoufik Makhloufi          | Algérie       | 3:36.18 | Q     |
| 3    | 3              | Kalle Berglund             | Suède         | 3:36.19 | Q     |
| 4    | 3              | Neil Gourley               | Royaume-Uni   | 3:36.31 | Q     |
| 5    | 3              | Craig Engels               | États-Unis    | 3:36.35 | Q     |
| 6    | 3              | Ronald Musagala            | Ouganda       | 3:36.54 | Q     |
| 7    | 3              | Ronald Kwemoi              | Kenya         | 3:36.66 | q     |
| 8    | 3              | Jesús Gómez                | Espagne       | 3:36.72 | q     |
| 9    | 2              | Timothy Cheruiyot          | Kenya         | 3:36.82 | Q     |
| 10   | 3              | Stewart McSweyn            | Australie     | 3:36.88 | q     |
| 11   | 2              | Josh Kerr                  | Royaume-Uni   | 3:36.99 | Q     |
| 12   | 2              | Ben Blankenship            | États-Unis    | 3:37.13 | Q     |
| 13   | 2              | Filip Ingebrigtsen         | Norvège       | 3:37.26 | Q     |
| 14   | 2              | Abdelaati Iguider          | Maroc         | 3:37.44 | Q     |
| 15   | 2              | Kevin López                | Espagne       | 3:37.62 | Q     |
| 16   | 1              | Jakob Ingebrigtsen         | Norvège       | 3:37.67 | Q     |
| 17   | 1              | Alexis Miellet             | France        | 3:37.69 | Q     |
| 18   | 1              | Matthew Centrowitz         | États-Unis    | 3:37.69 | Q     |
| 19   | 1              | Jake Wightman              | Royaume-Uni   | 3:37.72 | Q     |
| 20   | 1              | Marcin Lewandowski         | Pologne       | 3:37.75 | Q     |
| 21   | 1              | Amos Bartelsmeyer          | Allemagne     | 3:37.80 | Q     |
| 22   | 1              | Samuel Tefera              | Éthiopie      | 3:37.82 | q     |
| 23   | 2              | Isaac Kimeli               | Belgique      | 3:37.87 | q     |
| 24   | 2              | Youssouf Hich Bachir       | Djibouti      | 3:37.93 | q     |
| 25   | 1              | Adel Mechaal               | Espagne       | 3:37.95 |       |
| 26   | 2              | Kumari Taki                | Kenya         | 3:37.98 |       |
| 27   | 1              | Filip Sasínek              | Tchéquie      | 3:38.17 |       |
| 28   | 1              | George Manangoi            | Kenya         | 3:38.39 |       |
| 29   | 1              | Ryan Gregson               | Australie     | 3:38.69 |       |
| 30   | 1              | Abdi Waiss Mouhyadin       | Djibouti      | 3:38.79 |       |
| 31   | 3              | Ismael Debjani             | Belgique      | 3:39.11 |       |
| 32   | 3              | Jakub Holuša               | Tchéquie      | 3:39.79 |       |
| 33   | 1              | Hicham Ouladha             | Maroc         | 3:39.86 |       |
| 34   | 2              | Jinson Johnson             | Inde          | 3:39.86 |       |
| 35   | 3              | Abdullahi Jama Mohamed     | Somalie       | 3:40.84 |       |
| 36   | 2              | Teddese Lemi               | Éthiopie      | 3:41.32 | qR    |
| 37   | 3              | Abdirahman Saeed Hassan    | Qatar         | 3:42.24 |       |
| 38   | 2              | Musulman Dzholomanov       | Kirghizistan  | 3:45.07 |       |
| 39   | 1              | Abraham Kipchirchir Rotich | Kenya         | 3:45.19 |       |
| 40   | 3              | Yach Majok Koon Wol        | Soudan du Sud | 3:46.24 |       |
| 41   | 2              | Matthew Ramsden            | Australie     | 3:47.59 | qR    |
| 42   | 2              | Paulo Amotun Lokoro        | Modèle:ART    | 3:48.98 |       |
| 43   | 1              | Lucirio Antonio Garrido    | Venezuela     | 3:52.93 |       |
|      | 3              | Brahim Kaazouzi            | Maroc         | DNS     | DNS   |
| 2    | Rabii Doukkana | France                     |               | DNS     | DNS   |

## Légende
Records et Performances
- AR : Record continental (area record)
- CR : Record des championnats (championship record)
- MR : Record du meeting (meet record)
- NR : Record national (national record)
- OR : Record olympique (olympic record)
- PR : Record paralympique (paralympic record)
- PB : Record personnel (personal best)
- SB : Meilleure performance personnelle de la saison (season's best)
- WL : Meilleure performance mondiale de l'année (world leader)
- WJR : Record du monde junior (world junior record)
- WR : Record du monde (world record)

Circonstances et Conditions
- DNF : N'a pas terminé (did not finish)
- DNS : N'a pas pris le départ (did not start)
- DQ : Disqualification (disqualification)
- NM : Aucun essai valable enregistré (No Mark)
- Q : Qualifié « directement » au prochain tour (ou à la prochaine compétition), lors d'une compétition majeure, grâce au classement ou à la réalisation des minima (automatic qualifier)
- q : Qualifié au prochain tour (ou à la prochaine compétition), lors d'une compétition majeure, grâce au repêchage ou à la réalisation de l'une des meilleures performances parmi celles des « non qualifiés directement » (grâce au meilleur temps ou à la meilleure distance par exemple) (secondary qualifier)